# Wioślarstwo na Letnich Igrzyskach Olimpijskich 1924 – czwórka ze sternikiem mężczyzn
Wyścig czwórek ze sternikiem mężczyzn był jedną z konkurencji wioślarskich na Letnich Igrzyskach Olimpijskich 1924. Zawody odbyły się w dniach 14-17 lipca. W zawodach uczestniczyło 51 zawodników z 10 państw.

## Wyniki

### Półfinały
Półfinał 1
| Miejsce | Osada                                                                          | Czas   | Kwal. |
| ------- | ------------------------------------------------------------------------------ | ------ | ----- |
| 1       | Robert Gerhardt Sidney Jelinek John Kennedy Edward Mitchell Henry Welsford     | 7:19,0 | Q     |
| 2       | Lucien Brouha Victor Denis Jules Georges Marcel Roman Carlos Van den Driessche |        | r     |
| 3       | Josep Balsells Leandro Coll Jaime Geralt Ricardo Massana Luis Omedes           |        |       |

Półfinał 2
| Miejsce | Osada                                                                                | Czas   | Kwal. |
| ------- | ------------------------------------------------------------------------------------ | ------ | ----- |
| 1       | Eugène Constant Louis Gressier Georges Lecointe Raymond Talleux Marcel Lepan         | 7:10,0 | Q     |
| 2       | Harry Barnsley Victor Bovington Bernard Croucher Thomas Monk John Townend            |        | r     |
| 3       | Antoni Brzozowski Henryk Fronczak Edmund Kowalec Józef Szawara Władysław Nadratowski |        |       |

Półfinał 3
| Miejsce | Osada                                                                                 | Czas   | Kwal. |
| ------- | ------------------------------------------------------------------------------------- | ------ | ----- |
| 1       | Massimo Ballestrero Renato Berninzone Marcello Casanova Ludovico Cerato Jean Cipolino | 7:13,0 | Q     |
| 2       | Sándor Hautzinger Károly Koch István Szendeffy Zoltán Török Lajos Wick                |        | r     |

Półfinał 4
| Miejsce | Osada                                                                        | Czas   | Kwal. |
| ------- | ---------------------------------------------------------------------------- | ------ | ----- |
| 1       | Jacob Brandsma Johannes Brandsma Louis Dekker Dirk Fortuin Jean van Silfhout | 7:08,0 | Q     |
| 2       | Émile Albrecht Walter Loosli Alfred Probst Eugen Sigg Hans Walter            |        | r     |

### Repasaże
| Miejsce | Osada                                                                          | Czas   | Kwal. |
| ------- | ------------------------------------------------------------------------------ | ------ | ----- |
| 1       | Émile Albrecht Walter Loosli Alfred Probst Eugen Sigg Hans Walter              | 7:27,2 | Q     |
| 2       | Harry Barnsley Victor Bovington Bernard Croucher Thomas Monk John Townend      |        |       |
| 3       | Sándor Hautzinger Károly Koch István Szendeffy Zoltán Török Lajos Wick         |        |       |
| 4       | Lucien Brouha Victor Denis Jules Georges Marcel Roman Carlos Van den Driessche |        |       |

### Finał
| Miejsce | Osada                                                                                 | Czas   |
| ------- | ------------------------------------------------------------------------------------- | ------ |
| 1       | Émile Albrecht Émile Lachapelle Alfred Probst Eugen Sigg Hans Walter                  | 7:18,4 |
| 2       | Eugène Constant Louis Gressier Georges Lecointe Raymond Talleux Marcel Lepan          | 7:21,6 |
| 3       | Robert Gerhardt Sidney Jelinek John Kennedy Edward Mitchell Henry Welsford            |        |
| 4       | Massimo Ballestrero Renato Berninzone Marcello Casanova Ludovico Cerato Jean Cipolino |        |
| –       | Jacob Brandsma Johannes Brandsma Louis Dekker Dirk Fortuin Jean van Silfhout          | DNF    |